# John Baillie (Theologe)

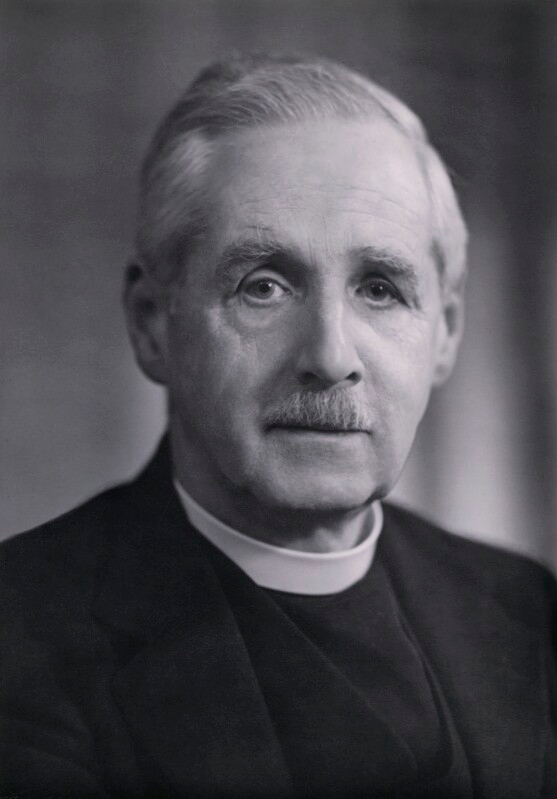
John Baillie (1942)

John Baillie (* 26. März 1886 in Gairloch; † 29. September 1960 in Edinburgh) war ein schottischer presbyterianischer Theologe.

## Leben
Baillie wurde als Sohn eines Pastors der Free Church of Scotland geboren. Er studierte in der University of Edinburgh, Universität Jena und der Philipps-Universität Marburg (Sommersemester 1911) Evangelische Theologie. 1920 erhielt er einen Lehrauftrag am Auburn Theological Seminary, 1928 am Emmanuel College in Toronto und im Jahr 1930 am Union Theological Seminary in the City of New York. 1934 wurde Baillie Professor für Theologie und schließlich 1950 Rektor am New College der University of Edinburgh. 1943 war er Moderator der Generalversammlung der Church of Scotland. 
Baillie unterstützte die Ökumenische Bewegung. Er war von 1954 bis 1961 einer der Präsidenten des Ökumenischen Rates der Kirchen. Erfolglos setzte er sich für eine Union der Church of Scotland und der Church of England ein. 1958 erhielt er die Ehrendoktorwürde (D. theol. h. c.) der Friedrich-Schiller-Universität Jena anlässlich der 400-Jahr-Feier der Universität.
Der Theologieprofessor Donald Macpherson Baillie (1887–1954) war sein Bruder. Er hatte im Sommersemester 1910 und im Wintersemester 1910/11 in Marburg studiert.